# Gaffeltang
Gaffeltang (Furcellaria lumbricalis) er en mørkebrun til rødbrun rødalge, der ofte vokser kystnært. Den er almindelig langs kysterne i det nordlige Atlanterhav, Nordsøen og Østersøen.
Gaffeltang kan måle op til 25 centimeter og fremstår da buskagtig. Den har 1-2 millimeter lange tykke gaffelgrenede skud med spidse grenvinkler. Findes frit "svævende" i vandet eller fasthæftet på sten ned til en dybde af cirka 30 meter - oftest dog ned til 15 meter.
Fra cellevæggene kan man udtrække et agarlignende stof, og dette blev udnyttet under 2. verdenskrig til at producere såkaldt "danagar", da agar i den periode ikke kunne importeres Østasien.